# Third Annual Pipe Dream
| Recensione              | Giudizio |
| ----------------------- | -------- |
| AllMusic                |          |
| Dizionario del Pop-Rock |          |

Third Annual Pipe Dream è il terzo album del gruppo musicale statunitense Atlanta Rhythm Section, pubblicato nell'agosto del 1974.
L'album è prodotto da Buddy Buie, che cura gli arrangiamenti insieme allo stesso gruppo.

## Tracce

### LP
Lato A
1. Doraville – 3:28 (Buddy Buie, Robert Nix, Barry Bailey)
2. Jesus Hearted People – 3:48 (Buddy Buie, Robert Nix, Barry Bailey)
3. Close the Door – 3:22 (Ronnie Hammond, Paul Goddard)
4. Blue's in Maude's Flat (Strumentale) – 3:47 (musica: Grant Green)
5. Join the Race – 3:57 (John Fristo)

Lato B
1. Angel (What in the World's Come Over Us) – 5:10 (Buddy Buie, Robert Nix, Barry Bailey)
2. Get Your Head Out of Your Heart – 2:28 (Robert Nix, Ronnie Hammond)
3. The War Is Over – 2:00 (J. R. Cobb, Barry Bailey)
4. Help Yourself – 2:54 (Buddy Buie, J. R. Cobb, Robert Nix)
5. Who You Gonna Run To – 3:18 (Buddy Buie, J. R. Cobb, Robert Nix)

## Formazione
- Ronnie Hammond – voce solista, percussioni, cori
- Barry Bailey – chitarra
- J. R. Cobb – chitarra, percussioni
- Dean Daughtry – tastiere
- Paul Goddard – basso
- Robert Nix – batteria, percussioni
- Wayne Mosley e Buddy Buie – arrangiamento strumenti a corda

Musicisti aggiunti
- Mike Huey – congas (brano: "Join the Race")
- Mylon LeFevre – cori (brano: "Jesus Hearted People")
- Hugh "Baby" Jarrett – cori (brano: "Jesus Hearted People")

Note aggiuntive
- Buddy Buie – produttore
- Robert Nix e J. R. Cobb – associati alla produzione
- L'album fu registrato presso lo "Studio One" di Atlanta, Georgia (Stati Uniti)
- Rodney Mills – ingegnere delle registrazioni
- Mastering effettuato al "Sterling Sound" di New York da Robert Ludwig e Rodney Mills
- Mike McCarty – artwork e design copertina album originale
- Jack Sinclair – foto copertina album [4]

## Classifica
Album
| Anno | Classifica    | Posizione raggiunta |
| ---- | ------------- | ------------------- |
| 1974 | Billboard 200 | 74                  |

Singoli
| Anno | Titolo del brano                         | Classifica        | Posizione raggiunta |
| ---- | ---------------------------------------- | ----------------- | ------------------- |
| 1974 | Doraville                                | Billboard Hot 100 | 35                  |
| 1975 | Angel (What in the World's Come Over Us) | Billboard Hot 100 | 79                  |